# IC 2048
IC 2048 је ознака објекта на координатама са ректансцензијом 4h 14m 21,0s и деклинацијом - 33° 7" 18'. Открио га је Луис Свифт, 10. децембра 1895. Каснијим посматрањима на том положају није уочен никакав астрономски објекат.